# Giuseppe Hess
Giuseppe Edmondo Hess, auch bekannt als Bino oder Pino (* 4. April 1885 in Turin; † 19. Juni 1967 ebenda) war ein italienischer Jurist, Fußballspieler und Sportfunktionär.

## Werdegang
Hess’ Eltern stammten aus dem Deutschen Reich – der Vater aus der Rheinprovinz und die Mutter aus Frankfurt am Main – und waren nach Turin eingewandert, wo sie zwischen 1870 und 1880 in die evangelische Gemeinde aufgenommen wurden. Im Jahr 1903 legte er sein Abitur am Turiner Massimo-d’Azeglio-Gymnasium ab.
Giuseppe Hess begann früh mit dem Fußballspielen – unter anderem auch mit denjenigen Schülern seines Gymnasiums, die 1897 Juventus Turin gründeten. 1901 schloss sich Hess dem Klub an und arbeitete sich von der dritten bis in die erste Mannschaft hoch. Mit Juventus II wurde er 1905 Meister der Seconda Categoria. Sein Debüt in der ersten Mannschaft von Juventus gab Hess während der Italienischen Meisterschaft 1908 am 2. März 1908 beim 1:1-Unentschieden gegen die SG Pro Vercelli.
Im Jahr 1909 war Hess für die US Milanese aktiv, in der folgenden Saison kehrte er zu Juventus zurück. Sein letztes Spiel für Juve bestritt er am 11. Februar 1912 bei der 0:4-Niederlage gegen Inter Mailand. Hess – als harter Abwehrspieler bekannt – trug den Beinamen maslé (piemontesisch für Fleischer) und kam in vier Spielzeiten in der ersten Mannschaft von Juventus auf 29 Einsätze, ohne ein Tor zu erzielen. Während dieser Zeit schloss er sein Studium der Rechtswissenschaften ab und wurde Anwalt.
Nachdem er sich 1912 aus dem aktiven Sport zurückgezogen hatte, trat Giuseppe Hess in die Führungsriege von Juventus Turin ein und fungierte von 1913 bis 1915 als Präsident des Klubs. Von 1930 bis 1940 leitete er die Tennisabteilung von Juventus Turin. Gleichzeitig war er langjährig und mittlerweile promoviert als Jurist beruflich aktiv.
Giuseppe Hess starb 1967 im Alter von 82 Jahren in seiner Heimatstadt Turin. Er liegt dort auf dem Cimitero monumentale im Familiengrab begraben.

## Erfolge
- Meister der Seconda Categoria: 1905